# خريطة العالم
خريطة العالم هي تخطيط خطي لمعظم أو كل سطح الأرض، تعد خرائط العالم فئة خاصة من الخرائط بسبب مشكلة الإسقاط.
فالتمثيل الجغرافي لأرضنا «الكروية» على خرائط مسطحة طالما مثّل تحدياً عويصاً للجغرافيين على مر القرون. لذا فإن معظم الخرائط المتداولة اليوم في الكتب والمجلات وجدران أقسام المدارس تحتوي على هفوات وأخطاء بعضها متعمد لدواعي تقنية وفنية فالخرائط تحرف تمثيل سطح الأرض، وهذا التحريف يصل إلى أقصاه في خرائط العالم، وتعكس الطرق المتعددة لإسقاط الأرض أهدافاً تقنية وجمالية لخرائط العالم.
كما تتميز خرائط العالم بحاجتها إلى المعرفة الشاملة المطلوبة لتصميمها. وقبيل عصر النهضة الأوروبية لم يكن بالإمكان إنشاء خريطة ذات معنى للعالم لأن أقل من نصف سواحل الأرض، ناهيك عن مناطقها الداخلية، لم تكن معروفة لأي حضارة. ومنذ ذلك الحين تتراكم المعرفة الجديدة لسطح الأرض وهي مستمرة حتى يومنا هذا.
تركز خرائط العالم عامةً إما على السمات السياسية أو على المعالم الطبيعية. وبينما تركز الخرائط السياسية على الحدود الإقليمية والاستيطان البشري. تُظهر الخرائط الطبيعية المعالم الجغرافية مثل الجبال أو نوع التربة أو استخدام الأرض. أما الخرائط الجيولوجية فلا تُبين سطح الأرض فقط ولكن خصائص الصخور الكامنة وخطوط الصدع والتراكيب تحت السطح. تستخدم خرائط حجم المنطقة (choropleth map) تدرج الألوان وكثافتها لتباين الاختلافات بين المناطق، مثل الإحصاءات الديموغرافية أو الاقتصادية.

## تاريخ خريطة العالم

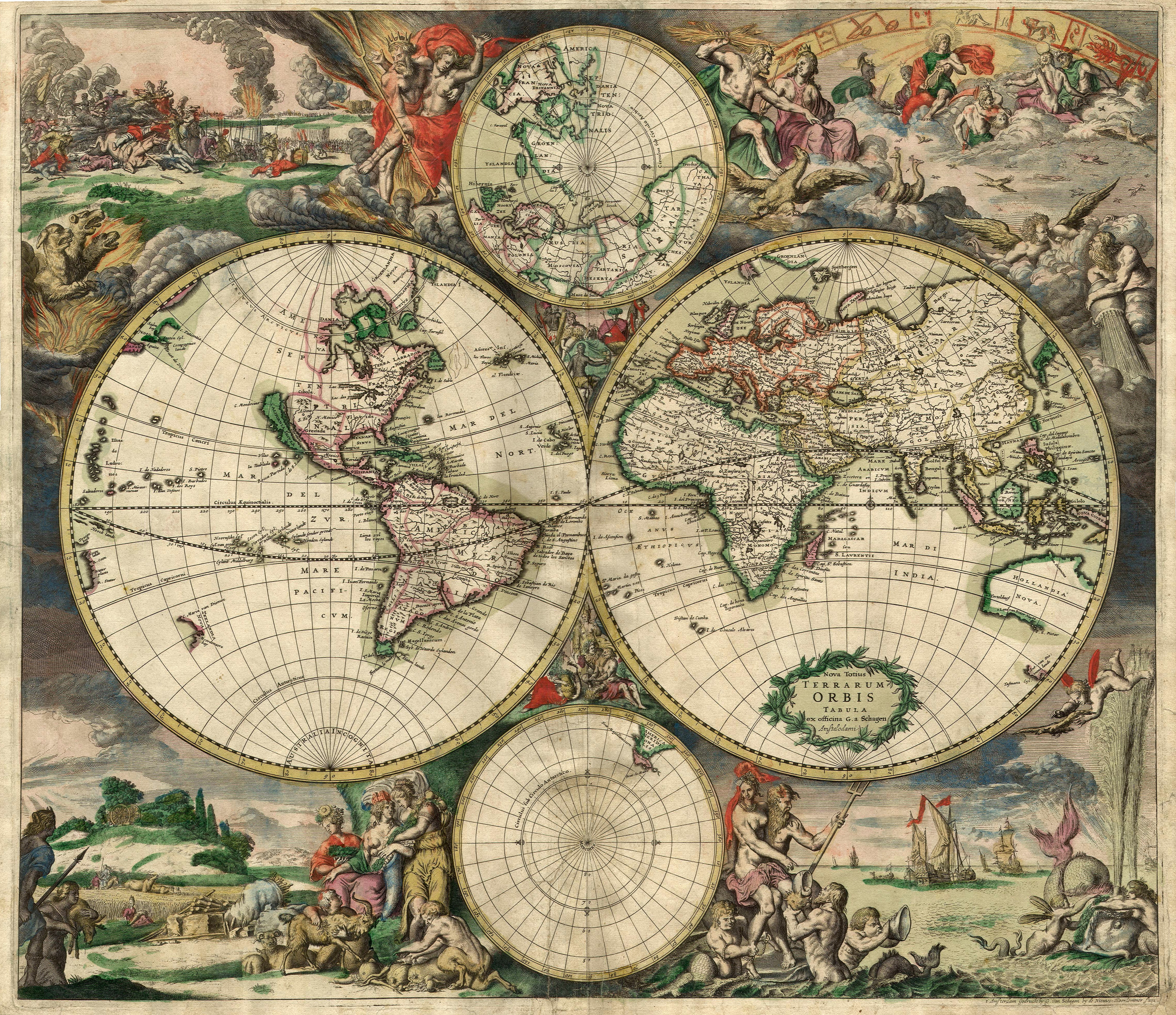
خريطة تاريخية للعالم رسمها جيرارد فان شكاخن بأمستردام في عام 1689

- تعود أقدم الخرائط التي استطاعت البشرية توارثها دون أن تضيع بين الأجيال المتعاقبة إلى الحضارة البابلية، وهي مصنوعة من الطين، واستعان بها أصحابها على تحديد الأراضي الزراعية وحصر الملكية وجمع الضرائب. وتظهر فيها اليابسة على شكل دائرة تحيط بها المياه من كل جانب. وما زالت هذه الخريطة موجودة حتى الآن في متحف الدراسات السامية في جامعة هارفارد بالولايات المتحدة الأمريكية.
- أما أول الخرائط التي رُسمت على الورق فكانت عند قدماء المصريين الذين كانوا يرسمونها على ورق البردي. وقيل إن أول من رسم خريطة فرعونية كان رمسيس الثاني.
- وجاء دور الصينيين في سباق تطوير الخرائط فكانوا أول من صمَّم شبكة للإحداثيات الأفقية والرأسية.
- وكان للإغريق الفضل في تقسيم الكرة الأرضية إلى دوائر الطول والعرض.
- ثم جاء دور المسلمين وكان لهم الأثر الكبير في تطوير الخرائط وعلومها، حيث يذكر التاريخ الجهود العلمية الكبيرة التي قدَّمها علماء عرب من أمثال الإدريسي والمسعودي أسهمت في تطوير الجغرافيا كعلم وفن.
- مع بدايات القرون الميلادية الأولى، وفي عام 150م تحديداً، ظهرت أول خريطة للعالم بخطوط طولية وعرضية، وكان بطل هذه المرحلة الفلكي والجغرافي وعالم الرياضيات بطليموس.
- استوعب العلماء المسلمون المعارف الجغرافية التي توصلت إليها البشرية، استيعاباً جيداً كان له الإسهام الأكبر في تطوير هذه المعارف. فقد قام العالِم الجغرافي العربي محمد الإدريسي بوضع خريطة أكثر دقة للعالم، لكنها تتوقف عند الجزء الشمالي من القارة الإفريقية، وظلت هذه الخريطة الجديدة معتمَدة لأكثر من ثلاثة قرون.
- وكان ظهور الأطلس معلماً بارزاً في مراحل تطور الخريطة، فظهر لأول مرة مطبوعاً في 20 مايو عام 1570م على يد العالِم أورتيليوس، وظل أطلسه معتمداً حتى عام 1612م.
- مع بدايات القرن العشرين تسارعت وتيرة التطور في إنتاج الخرائط ونشرها بفضل التقدم في التصوير والطباعة. ولم تتوقف هذه المسيرة بعد التطور المذهل الذي أصبح يعيشه العالم اليوم بفضل التقنية الحديثة، فقد أصبح من السهل بمعاونة أجهزة الكمبيوتر وبرامجه رسم خريطة دقيقة وصحيحة ومكتملة المعالم للعالم.
- فالشكل المتقدم والدقيق الذي وصلت إليه الخريطة، مستمر في النمو والتطور بفعل التقنيات الجديدة. وبظهور أجهزة تحديد المواقع الجغرافية (GPS) والأقمار الصناعية.[4]

## خريطة العالم المسطحة
قام رسام الخرائط الياباني هاجيمي ناروكاوا بتقسيم الكرة الأرضية إلى 96 منطقة وطيها على شكل رباعي ثم الهرم قبل أن يتم تسويته في النهاية إلى ورقة ثنائية الأبعاد حيث تحافظ هذه الطريقة على الأبعاد الحقيقية للقارات من خلال زواياها للخارج بدلاً من تمديدها. كان الهدف من إنشاء خريطة العالم المسطحة لمعالجة مشاكل القرن الحادي والعشرين بما في ذلك التلاشي السريع للجليد البحري وتوضيح مساحة أكثر دقة للمناطق القريبة من القطبين، وقد استعادت إفريقيا حجمها الحقيقي على الخريطة بينما تقلصت أمريكا الشمالية وأوروبا إلى أحجامهما الحقيقية كما تم تمثيل المحيطات بدقة من خلال كسر القواعد القديمة التي تحكم كيفية ظهور القارات وخطوط الطول والعرض. يقول ناروكاوا إن خريطته ليست دقيقة بعد فما زالت بعض المناطق مشوهة قليلاً.

## وصلات خارجية
- خريطة العالم باللغة العربية تفصيلية
- خريطة العالم تفصيلية
- خريطة العالم تفاعلية